# Julius Altmann
Carl Friedrich Julius Altmann (* 1. März 1814 in Potsdam; † 10. Juni 1873 ebenda) war ein deutscher Archivar, Philologe, Schriftsteller und Übersetzer.

## Leben
Nach Erlangung des Doktorgrades (17. Februar 1838 in Berlin) lebte Altmann von 1838 bis 1843 als Schriftsteller in Dorpat, Sankt Petersburg und Moskau, wo er unter anderem geografische, statistische und philologische Studien betrieb.
In klösterlichen und staatlichen Bibliotheken in Moskau, Kasan, Kiew, Nischni Nowgorod und St. Petersburg entnahm er Handschriften russische, baltische, finnische und arabische Volkslieder und Lyrik, die er dann übersetzte und in Deutschland veröffentlichte.
Später lebte Altmann abwechselnd in Fürstenstein, Frankfurt am Main, und in Duisburg, dann in Berlin und schließlich seit 1872 in seiner Vaterstadt Potsdam, wo er im Jahr darauf starb.

## Werke
- De sudetis cum per se ipsis tum ratione continuorum maxime Europaeorum montium tractatus consideratus, phil. Dissertation, Berlin, 17. Februar 1838
- Über die Mortalitäts-Verhältnisse Rußlands. Moskau 1840
- Einige Andeutungen über meinen dreijährigen Aufenthalt in Rußland. In: Monatsberichte über die Verhandlungen der Gesellschaft für Erdkunde zu Berlin, Bd. 3 (1842), H. 4–6 (digizeitschriften.de)
- Lieder aus der Ferne: Bändchen 1: Episches, 1845
- Derschawin: Gott. Ode, aus dem Russischen übersetzt, 1845
- Gnomen, 4 Teile, 1848
- Die Sprichwörter der Russen, die einen allgemeinen Charakter haben. In: Jahrbücher für slavische Literatur, Kunst und Wissenschaft. N.F., Bd. 2 (1854)
- Beiträge zum Sprichwörter- und Räthselschatz der Ehsten. Gesammelt auf verschiedenen Reisen durch Livland und Ehstland (= Erman’s Archiv für wissenschaftliche Kunde Russlands; Bd. 14), 1855
- Neuester Bevölkerungsstand in den Städten Russland’s, einschliesslich Polen’s und Finnland’s. In: Zeitschrift für allgemeine Erdkunde, Bd. 3 (1855), H. 6
- Runen finnischer Volkspoesie, gesammelt und übersetzt von Julius Altmann, 1856
- Die Runen der Finnen. In: Archiv für das Studium der neueren Sprachen und Literaturen, 15. Jg., 27. Band (1860), S. 177–240 (GoogleBooks)
- Die Wüstenharfe. Eine Sammlung arabischer Volkslieder, nach in Russland befindlichen, zum Theil slawisirten, zum Theil latinisirten Codices zum ersten Male ins Deutsche übertragen. Leipzig 1856 (Digitalisate: Wikimedia Commons; GoogleBooks), 2. Auflage als Spiegelbilder des Sahara 1861
- Alkoran der Liebe. Neu-iranische Dichtungen von Hussein-Ali-Mirza, den Deutschen gewidmet von Julius Altmann, 1861
- Die Balalaika. Russische Volks-Lieder, 1863
- Des Horaz Dichtkunst, übersetzt von Julius Altmann, 1867
- Aus einem Dichterleben. Lieder und Sprüche aus den Jahren 1860–1868, 2 Bände. Berlin 1870

Neuere Ausgaben:
- Sprichwörter- und Räthselschatz der Ehsten = Lisandeid eestlaste vanasõnade ja mõistatuste varamusse, Tallinn 1963
- Russische Sprichwörter aus vielen Landschaften und Völkern, nach den Aufzeichnungen von Julius Altmann und aus anderen Quellen, Köln 1968

## Vertonungen
In Julius Altmanns Nachlass fand sich eine große Zahl von Gedichten, die „von den bedeutendsten Componisten der Neuzeit“ vertont worden waren. Eine Auswahl der Komponisten, die Gedichte von ihm vertont haben: Franz Abt, Valentin Eduard Becker, Albert Dietrich, Ludwig Erk, Hermann Franke, Julius Grobe, Robert Radecke und Carl Reinecke. Eine detaillierte Liste der als Klavierlieder bzw. für Chöre vertonten Texte und der jeweiligen Komponisten ist auf der Webseite The LiederNet Archive zu finden.